# Yogosafirer

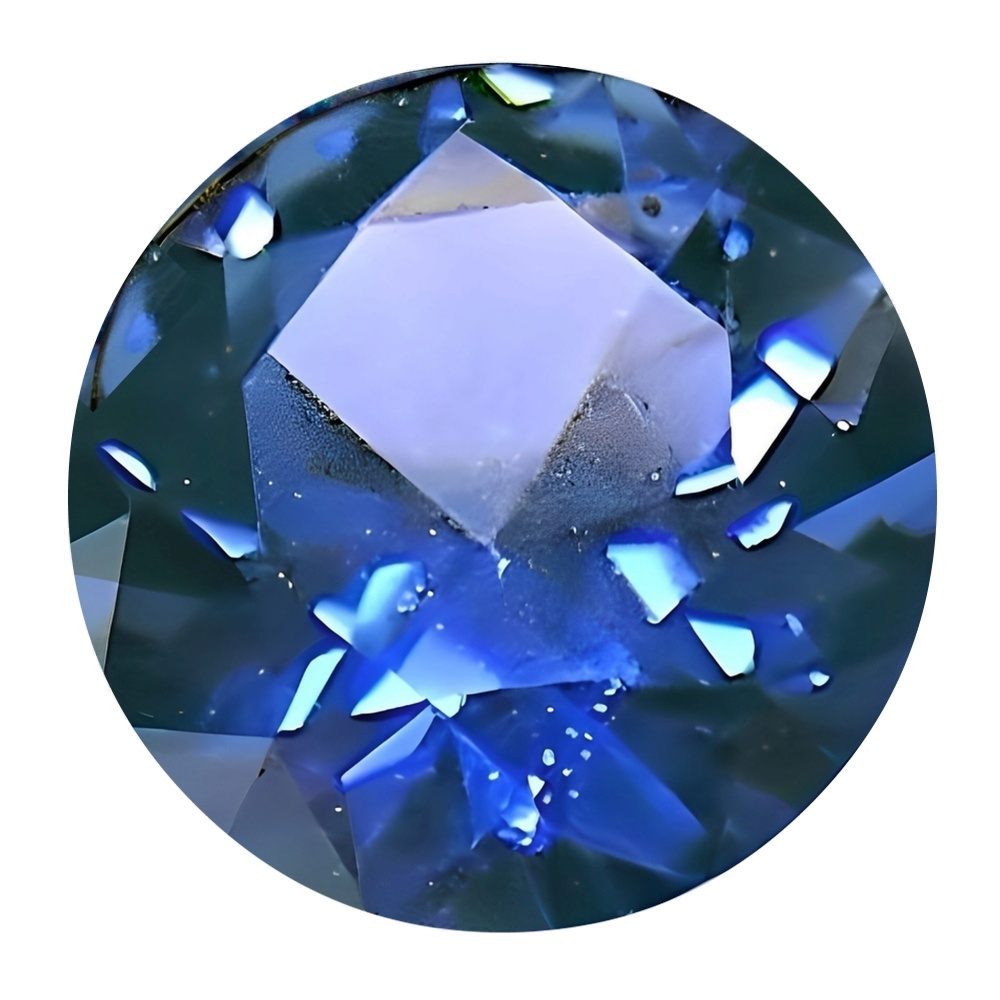
Yogosafir

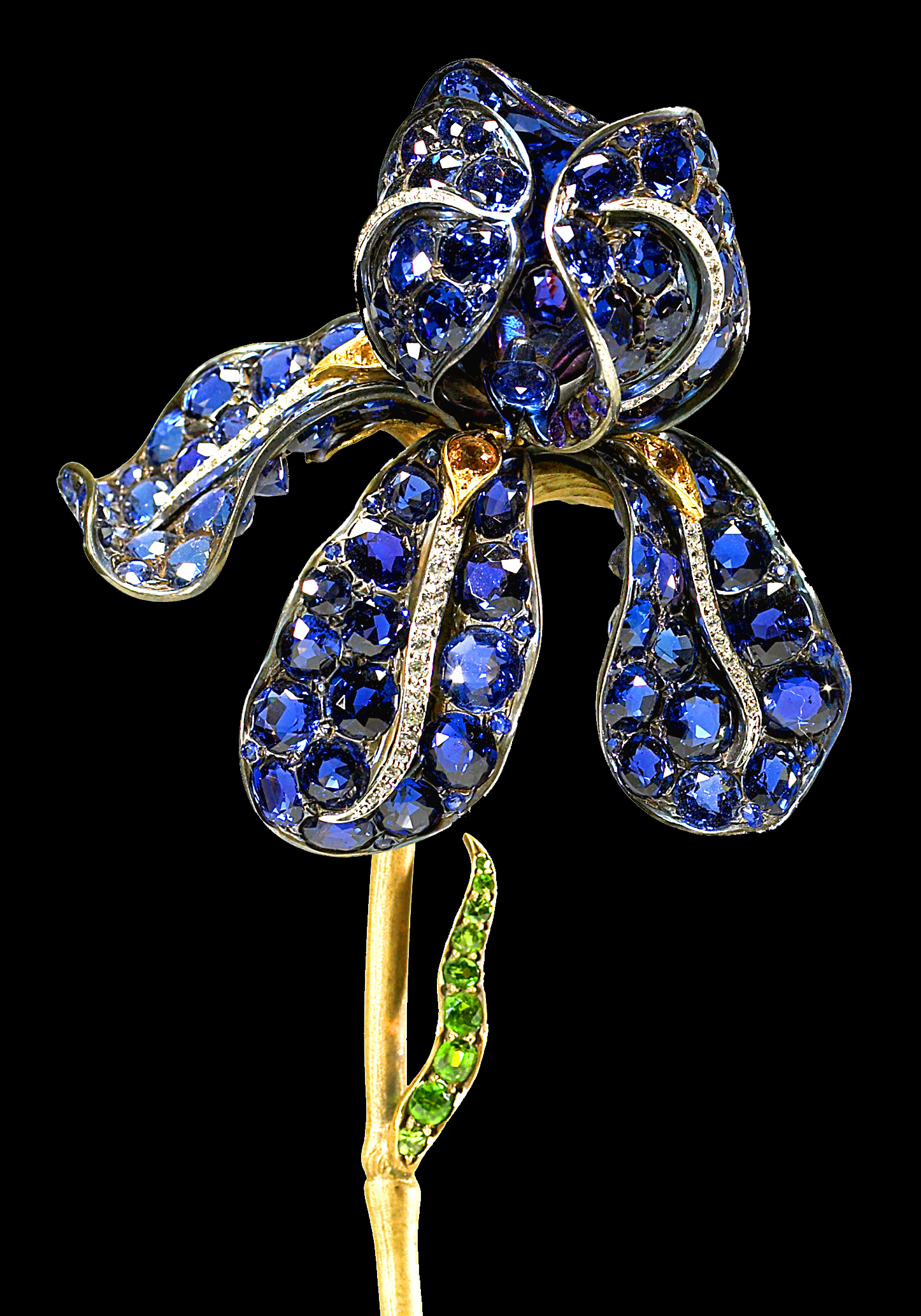
Tiffany Iris Brooch

Yogosafirer är blå ädelstenar av mineralet korund  och är en av de mest uppskattade ädelstenarna. Yogosafirer är en varietet av safirer, som finns endast i Yogo Gulch, i Little Belt Mountains i Judith Basin County, Montana, USA, på mark som en gång beboddes av svartfotsindianer.
Den mest värdefulla färgen hos safiren är den blåklintsblå färgen. Yogosafirer är vanligtvis kornblå, ett resultat av spårmängder av järn och titan. De har hög enhetlig klarhet och behåller sin briljans under artificiellt ljus.

## Historia
Från början förstod man inte att dessa blå stenar var safirer. Guld upptäcktes på Yogo Creek 1866, då alluvialt guld hittades i Yogo Creek. Även om de "blå stenarna" märktes tillsammans med guld i avlagringen av sand, lera och grus omkring 1878, var det inte förrän 1894 som dessa "blå stenar" blev erkända som safirer. Utvinning av safirer genom gruvdrift kom igång 1895, efter att Jake Hoover som ägde en ranch i området, hade sänt en cigarrlåda med stenar som han hade samlat, till en ädelmetallvärderare. Denne skickade i sin tur dem till juvelerarfirman Tiffany i New York, där de enligt en värderingsman blev uppskattade som några av de de finaste ädelstenar som någonsin hittats i USA.
Innebörden av ordet "yogo" har gått förlorad och dess verkliga innebörd är därför osäker. Eftersom Yogo Gulch ligger i en region som historiskt varit bebodda av svartfotsindianer har det hävdas att yogo kan betyda "romans" eller "blå himmel" på svartfotsindianernas språk. Det finns dock föga bevis som stödjer detta påstående. Andra betydelser av yogo har föreslagits, till exempel "gå över kullen".

## Gruvdrift
Eftersom Yogosafirer förekommer i en vertikal magmatisk bergartsgång har försöken till gruvdrift varit sporadiska och sällan lönsamma. Det uppskattas att minst 28 miljoner karat (5.6 ton) av Yogosafirer fortfarande finns i marken. Brytningen är numera i stort sett begränsat till hobbyverksamhet. De stora gruvorna är för närvarande inaktiva.
Smycken med Yogosafirer gavs till Florence Harding och Bess Truman. Flera Yogosafirer ingår i Smithsonian Institution smyckessamling.